# Максиміліанівська вулиця
Максиміліанівська вулиця — вулиця у Київському районі Харкова. Починається від вулиці Григорія Сковороди і йде на південний схід до Політехнічної вулиці.

## Історія й назва

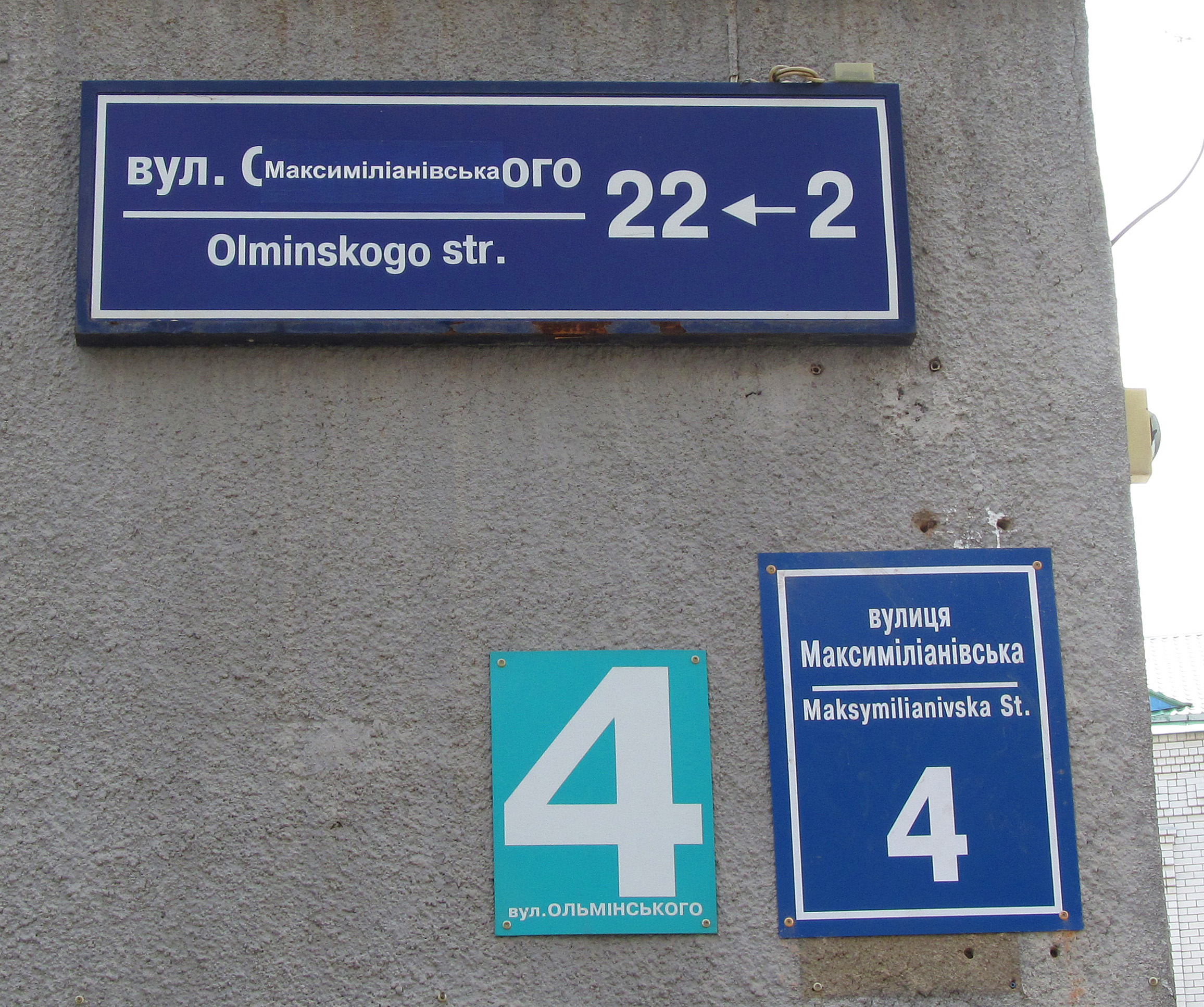
Таблички з новою і старою назвою вулиці

Максиміліанівська вулиця почала забудовуватись приблизно у 1880-і роки, що було пов'язане із заснуванням Харківського технологічного інституту. Назва вулиці походила від імені землевласника Максиміліана Карловича Раупаха, ділянки що пролягали цією вулицею були оформлені на його жінку Юлію.
У 1924—1936 роки вулиця мала назву Раковського.
У 1936 р. вулиці було присвоєне ім'я революційного діяча М. С. Ольмінського, яку вона носила впродовж 1936—1941, 1943—2015 років.
Впродовж 1941—1943 років назву Максиміліанівська було тимчасово повернено.

## Сучасність
20 листопада 2015 р. згідно із законом про декомунізацію вулиці було повернено стару назву — Максиміліанівська, але вже на честь Максиміліана Гельфериха, видатного бельгійського промисловця і мецената, хоча на цій вулиці у своєму маєтку мешкав не Максиміліан, а його рідний брат Генрих Гельферих.

## Будинки
- Буд. № 2 — На розі з вул. Григорія Сковороди, 70, стоїть особняк, який належав Генріху Гельфериху. Вже після здобуття Україною незалежності особняк було реконструйовано з надбудовою. Тепер у ньому розміщується Національна академія правових наук України.
- Буд. № 9 — У цьому будинку жив П. Д. Гайдамака, композитор і громадський діяч.
- Буд. № 10, 13, 18 — Пам'ятки архітектури Харкова, житлові будинки поч. XX століття. Архітектори невідомі.
- Буд. № 11 — Пам. арх. Особняк, 1899 р., арх. О. М. Бекетов. Колись належав М. Сомову, професорові Харківського імператорського університету. Нині тут міститься Харківське медичне товариство. Пам. арх. постраждала в результаті ремонту 1996 р. (гостроверха покрівля вежі була замінена пласкою). 16 травня 2018 року на будинку встановлено меморіальну дошку на честь В. А. Франковського, лікаря і філантропа, одного із засновників Харківського медичного товариства[3].
- Буд. № 15 — Пам. арх. Житловий будинок поч. XX ст. Нині гуртожиток. На будинку встановлена меморіальна дошка з написом: «У цьому будинку в 1924—1934 рр. знаходилося Генеральне консульство, а у 1934—1937 рр. — Консульство Республіки Польща у Харкові. Останнім консулом у 1936—1937 рр. був Тадеуш Бжезінський, батько видатного американського політика польського походження Збігнєва Бжезінського.»
- Буд. № 19 — Пам. арх. Особняк, 1910 р., арх. Ю. С. Цауне.
- Буд. № 22 — Пам. арх. Особняк, 1912 р., арх. В. Г. Глуш. Нині Генеральне консульство Російської Федерації[4]. В лютому 2021 року поруч із Генконсульством РФ встановили банер із зображенням Кримського півострова і написом «Крадене»[5]. На банері також розміщена емблема контррозвідки Служби безпеки України.

## Галерея

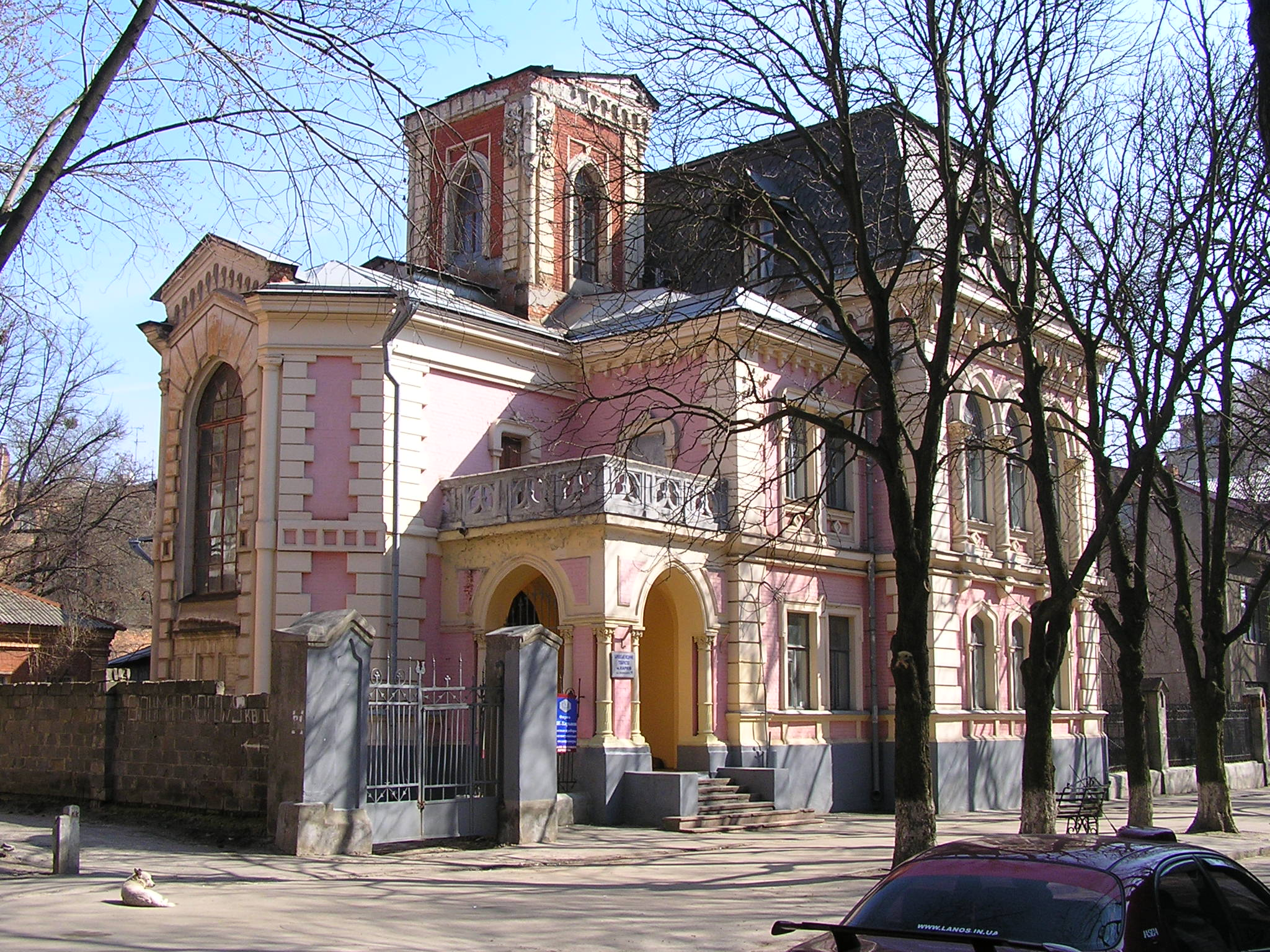
Буд. № 11
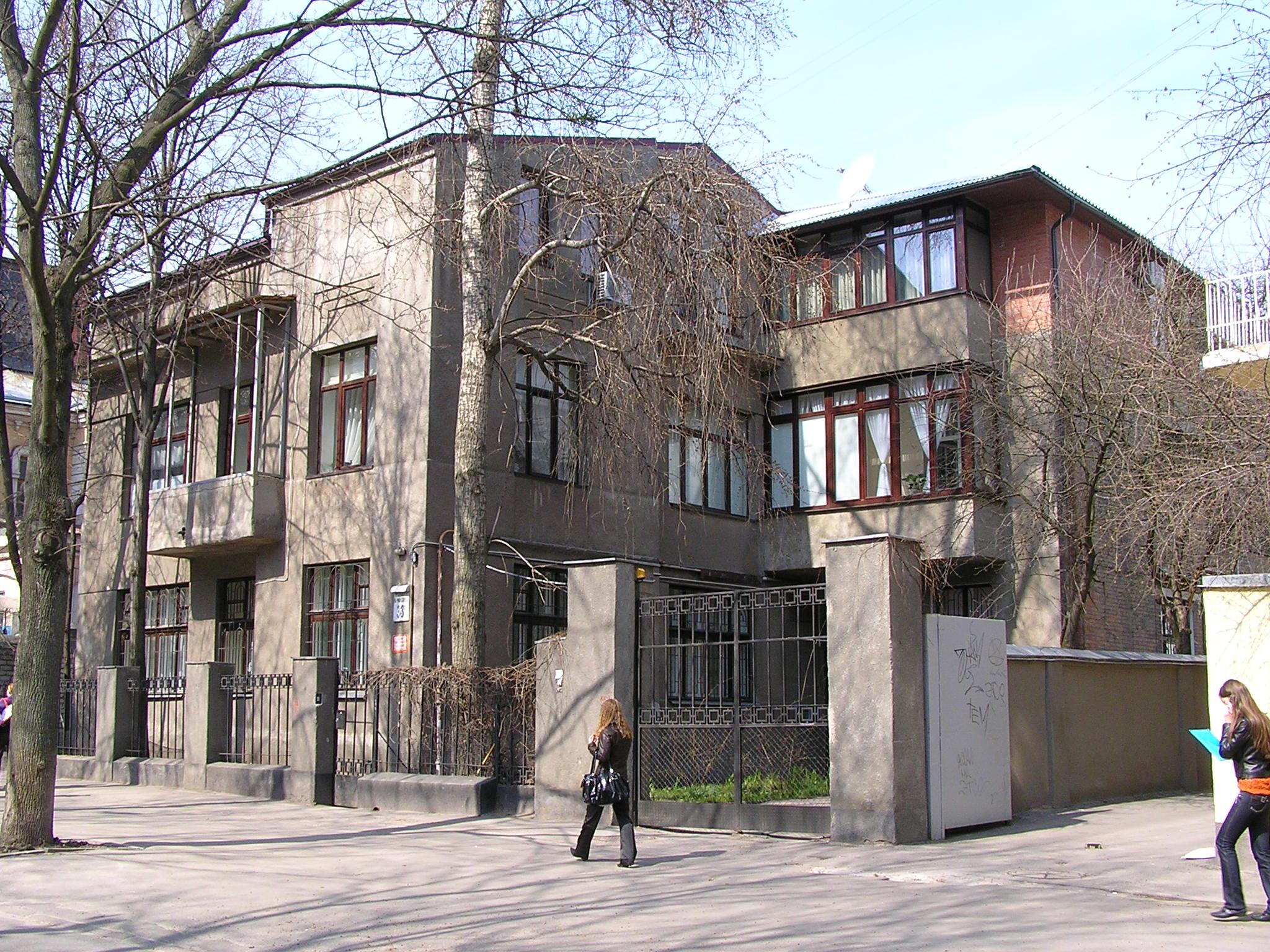
Буд. № 13
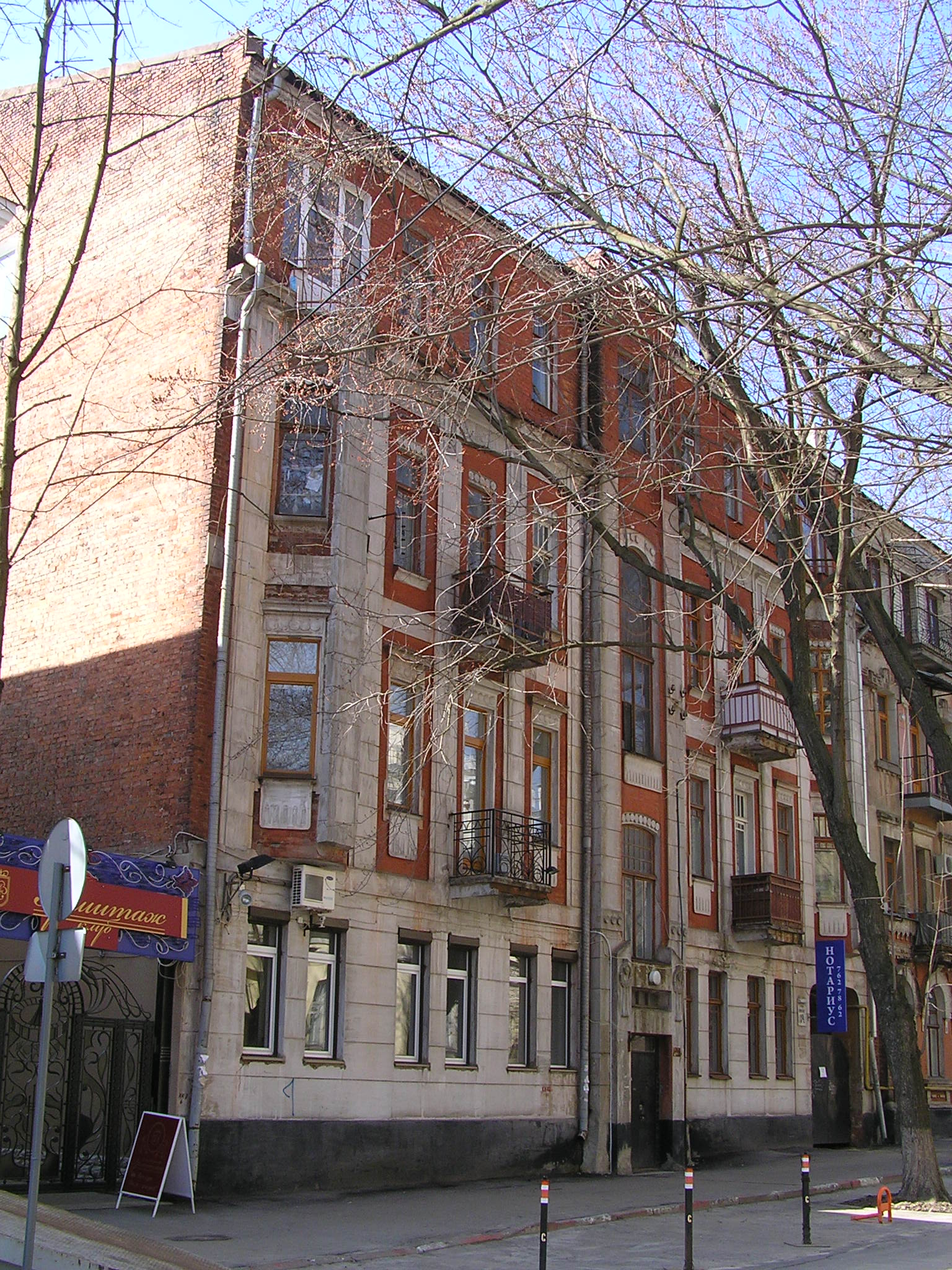
Буд. № 18
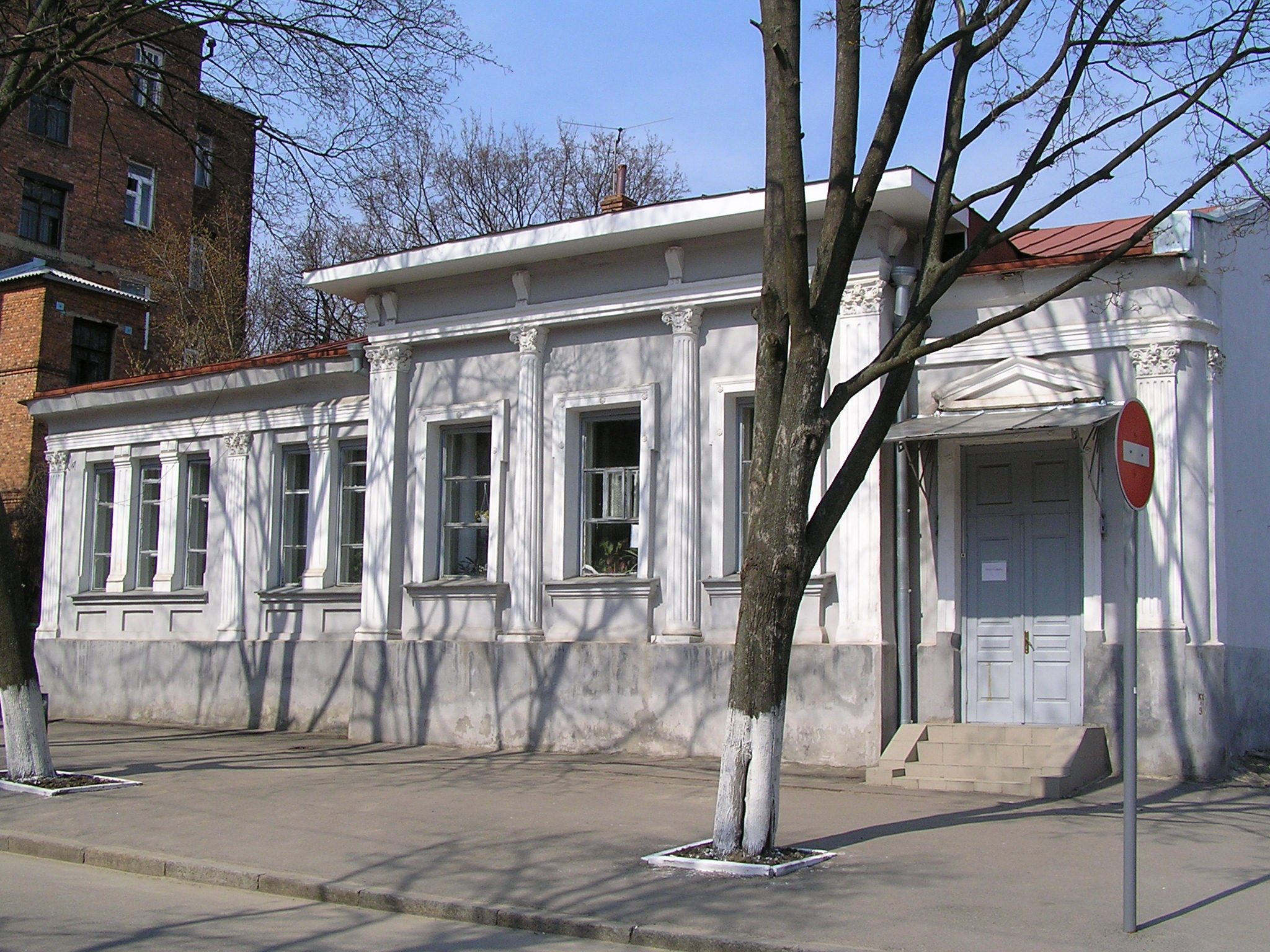
Буд. № 19
Меморіальна дошка композиторові Петру Гайдамаці, буд. № 9
Меморіальна дошка, присвячена Консульству Республіки Польща, буд. № 15
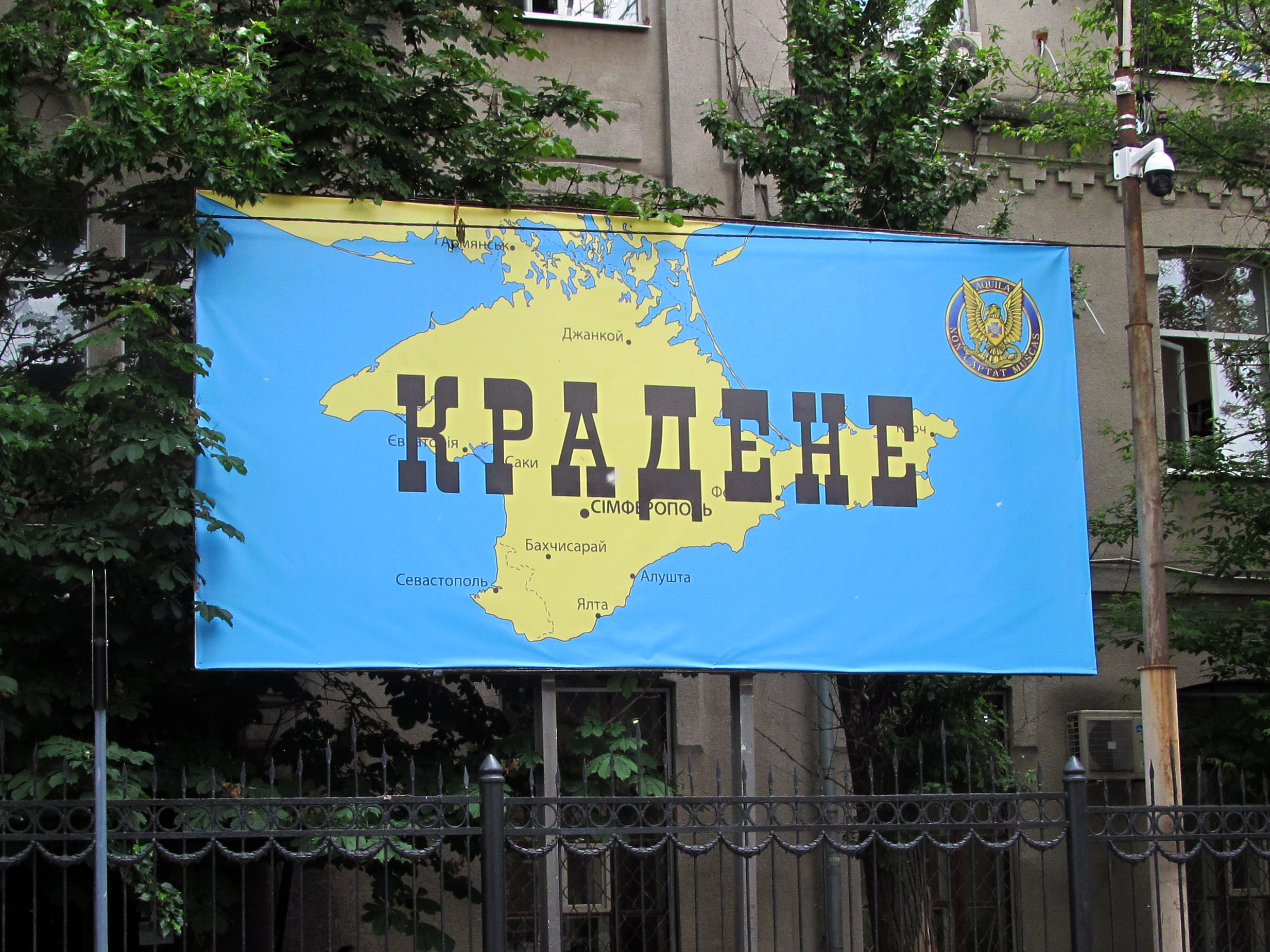
Щит із зображенням Кримського півострова і написом «Крадене» поруч із Генконсульством РФ
Пам'ятник М. Булгакову з котом Бегемотом у дворі буд. № 18